# تونی بلیک (بازیکن فوتبال اهل انگلستان)
تونی بلیک (انگلیسی: Tony Blake; ۲۶ فوریهٔ ۱۹۲۷ – ۳۱ اکتبر ۲۰۱۴) بازیکن فوتبال اهل بریتانیا بود.
از باشگاه‌هایی که در آن بازی کرده‌است می‌توان به باشگاه فوتبال گیلینگام و باشگاه فوتبال بیرمنگام سیتی اشاره کرد.